# Rectoris luxiensis
Rectoris luxiensis är en fiskart som beskrevs av Wu och Yao, 1977. Rectoris luxiensis ingår i släktet Rectoris och familjen karpfiskar. IUCN kategoriserar arten globalt som otillräckligt studerad. Inga underarter finns listade i Catalogue of Life.